# سبيكول تشيكوريني
سبيكول تشيكوريني (بالرومانية: Spicul Chișcăreni)‏ هو نادي كرة قدم مولدوفي تأسس في 1991 ، يقع مقره الرئيسي في تشيكوريني ‏، ويلعب في Moldovan Liga 1 ‏.